# USS Argonaut (SM-1)
USS Argonaut (V-4/SF-7/SM-1/A-1/APS-1/SS-166) — американская подводная лодка, первая из получивших имя «Аргонавт». Подлодка была заложена 1 мая 1925 года под именем V-4 на военно-морской верфи «Портсмут». Спуск на воду состоялся 10 ноября 1927 года, крестной матерью была дочь контр-адмирала Уильяма Макдугалла. Лодка была введена в строй 2 апреля 1928 года, командиром был назначен лейтенант-коммандер Уильям Куигли.

## История постройки
V-4 стала первой из второго поколения подлодок типа V, постройка которых была закончена к концу 1920-х, ставших самыми крупными дизельными подлодками США. Количество небольших военных кораблей не было ограничено Вашингтонским соглашением, а верхний предел водоизмещения составлял 10 тысяч тонн, что для подводных лодок фактически означало неограниченный тоннаж.
Конструкция и вооружение V-4, как и последующих лодок V-5 (Narwhal) и V-6 (Nautilus), были продиктованы стратегической концепцией, предполагавшей большую вероятность морской войны с Японией в западной части Тихого океана. Данный фактор, наряду с положениями Вашингтонского соглашения, предполагал необходимость постройки крейсерских подводных лодок, которые смогли бы обеспечить разведку и постановку мин. Для этих задач была важна автономность, а не высокая скорость. На конструкцию этих трёх подлодок, возможно, оказали влияние немецкие подводные крейсеры U-139 и U-151, но V-4, V-5 и V-6 существенно превзошли их по размерам. Первоначально они должны были получить дизели MAN, более мощные в сравнении с Busch-Sulzer, стоявшими на ранних лодках типа V, но новые двигатели не смогли развить проектную мощность, а некоторые вышли из строя из-за разрушения картера. В итоге V-4 получила менее мощные дизели MAN по 1400 л. с. каждый, в отличие от 2350-сильных на V-5 и V-6. Компактные размеры этих двигателей позволили увеличить запас мин.
Двигатели были произведены военно-морским Бюро паровой техники по чертежам MAN и представляли собой 6-цилиндровые 4-тактные дизели мощностью по 1400 л. с. каждый. Вспомогательный 450-сильный дизель был подключён к электрогенератору Ridgway и обеспечивал заряд батарей или дополнительную мощность при движении на дизель-электрическом ходу.
Скорость погружения V-4 и подлодок аналогичного типа получилась достаточно медленной, и в подводном положении они управлялись хуже, чем предполагалось. За счёт габаритов они легче обнаруживались сонарами и имели большой радиус поворота.
Новая подводная лодка обошлась в 6,15 миллиона долларов и была первым и единственным специализированным подводным минным заградителем, построенным в США. V-4 имела 4 носовых торпедных аппарата и два кормовых аппарата для постановки мин. Система подачи мин была устроена достаточно сложно. Через два отсека проходила специальная труба, в которую после выброса мины подавалась вода для компенсации потери веса. В этой же трубе хранился дополнительный запас из 8 мин. Остальные хранились в трёх отсеках и перемещались при помощи гидравлических червячных валов. Постановка восьми мин занимала 10 минут. 

## Межвоенный период
После введения в строй V-4 была включена в состав 12-й дивизии подводных лодок, базировавшейся на Ньюпорт.
В январе–феврале 1929 года V-4 прошла серию испытаний у побережья Провинстауна, во время которых подлодка погрузилась на 97 метров, что на тот момент было рекордной глубиной для американских подводных лодок. 26 февраля 1929 года V-4 была переведена в 20-ю дивизию подводных лодок и 23 марта прибыла в Сан-Диего, где задействовалась в военных учениях на западном побережье.
В 1931 году V-4 использовалась при съёмке фильма Джона Форда «Ниже уровня моря». Подлодку перекрасили и она появилась в фильме в качестве вымышленной немецкой подлодки времён Первой мировой войны «U-172».
19 февраля подлодка V-4 была переименована в «Аргонавт» (англ. Argonaut), а 1 июля получила номер SM-1 (англ. submarine, minelayer, подводный минный заградитель). 30 июня 1932 года лодка прибыла в Перл-Харбор и была включена в состав 7-й дивизии подводных лодок, в дальнейшем принимала участие в постановке мин и патрулировании. В октябре 1934 года, затем в мае 1939 подлодка «Аргонавт» принимала участие в совместных учениях армии и флота в районе Гавайских островов. Лодка стала флагманом 4-й эскадрильи подводных лодок. В апреле 1941 года лодка вернулась на западное побережье, чтобы принять участие в тактических учениях.
Эксплуатация показала, что подлодке не хватало мощности, но замена двигателей была отложена из-за начавшейся войны. 

## Во Второй мировой войне
28 ноября 1941 года подлодка «Аргонавт», находясь под командованием Стивена Барчета, вышла из Перл-Харбора для патрулирования района островов Мидуэй совместно с подлодкой USS Trout (SS-202). 7 декабря, через несколько минут после заката, при очередном всплытии на «Аргонавте» получили радиограмму о атаке Японии на Перл-Харбор. Вскоре подложка была переведена в режим полной боевой готовности и направилась для поиска источника ведения артиллерийского огня около Мидуэя. Несмотря на то, что подлодка «Аргонавт» разрабатывалась в первую очередь как минный заградитель и была плохо приспособлена для торпедной атаки, она после начала войны первой установила боевой контакт с кораблями противника. Недостаток маневренности помешал «Аргонавту» выйти на позицию для торпедной атаки двух японских эсминцев, обстреливавших Мидуэй. На одном из эсминцев заметили подлодку, которая погружалась для выполнения ночной атаки из подводного положения, но вскоре потеряли контакт, и подлодка снова не успела выйти в позицию для запуска торпед. Подлодка была вынуждена оставаться под водой всю ночь, на рассвете всплыла для зарядки батарей и едва не была уничтожена американским бомбардировщиком с Мидуэя. 
Осушители воздуха на «Аргонавте» были крайне не эффективными и не могли предотвратить образование конденсата, что привело к нескольким случаях возгорания проводки и выходу из строя электрооборудования. Трое членов команды заболели лихорадкой, но упоминание президентом Рузвельтом в радиообращении вклада «Аргонавта» в войну воодушевила Барчета продолжить поход. Команде удалось уменьшить время погружения «Аргонавта» до 52 секунд за счёт скоординированного управления носовыми и кормовыми балластными цистернами, но это всё равно считалось слишком медленным для надёжного ухода от атаки с воздуха. 20 января 1942 года подлодка встретилась с эсминцем «Литчфилд» и в его сопровождении вернулась в Перл-Харбор.

### Модификация
Подлодка «Аргонавт» вернулась в Перл-Харбор 22 января 1942 года и направилась затем на военно-морскую верфь Мар-Айленд для прохождения капитального ремонта. Во время ремонта дизели были заменены на General Motors Winton 12-258S суммарной мощностью 4800 л. с. Подлодку решено было переделать в транспортную, для чего было снято миноукладочное оборудование. Вместо одного вспомогательного дизель-генератора установили GM Winton 8-268A (400 л. с.) и GM Winton 4-268A (200 л. с.). Был также установлен аппарат управления торпедным огнём, заменена электроника, на корму установлены два наружных торпедных аппарата вместе с отсеками для хранения торпед. «Аргонавт», в отличие от «Нарвала» и «Наутилуса», не получил дополнительных наружных носовых торпедных аппаратов — их нет на фотографиях, сделанных после завершения модификации. Дополнительные работы по переделке «Аргонавта» в транспортную подлодку были завершены после возвращения в Перл-Харбор. 

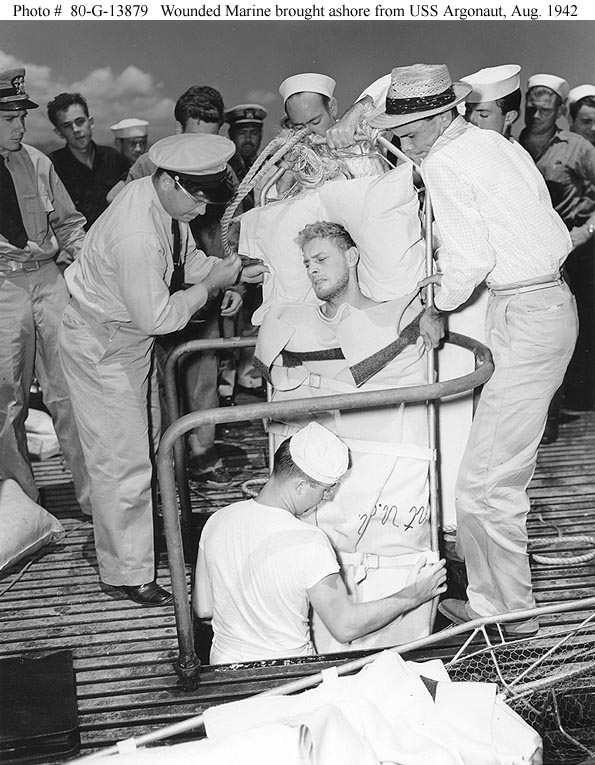
Раненого во время рейда на Макин морского пехотинца поднимают из трюма «Аргонавта». Перл-Харбор, 1942 год.

В августе подлодка вернулась к активной службе в южной части Тихого океана. Адмирал Честер Нимиц запланировал использование «Аргонавта» и «Наутилуса» для перевозки и высадки рейдеров морской пехоты на атолл Макин архипелага Гилберта. Операция, получившая название «рейд на Макин», имела своей целью отвлечь внимание японцев от недавно высаженного десанта на Гуадалканале. 17 августа с двух подлодок высадились 211 солдат из 2-го рейдерского батальона морской пехоты. Рейд начался не очень удачно — высадка осложнялась сильным прибоем, отказами двигателей на надувных лодках и огнём японских снайперов. Тем не менее, морским пехотинцам к вечеру удалось уничтожить японский гарнизон, потеряв 30 человек.

### Потопление
26 августа подлодка «Аргонавт» вернулась в Перл-Харбор. 22 сентября её бортовой номер был изменён с SM-1 на APS-1. Номер SS-166 официально не присваивался, но данный бортовой номер был зарезервирован за подлодкой, фотографии показывают, что она носила его в течение определённого времени. В конце года подлодка была перебазирована на Брисбен. В декабре «Аргонавт» направился в поход под командованием Джона Пирса для патрулирования опасного района между Новой Британией и Бугенвилем, к югу от архипелага Бисмарка.
2 января 1943 года подлодка потопила японскую канонерку «Ибон-мару» в Новогвинейском море. 10 января на «Аргонавте» обнаружили конвой из пяти сухогрузов в сопровождении трёх эсминцев, «Майкадзэ», «Исокадзэ» и «Хамакадзэ», возвращавшийся в Рабаул из Лаэ. По случайности атаку подлодки на конвой заметили с американского бомбардировщика. Один из членов экипажа видел попадание торпеды в эсминец и контратаку японских эсминцев. Затем нос «Аргонавта»  показался над водой под необычным углом. Было очевидно, что лодка повреждена взрывом глубинной бомбы. Эсминцы продолжали циркулировать вокруг «Аргонавта» и непрерывно обстреливать лодку, которая вскоре скрылась под водой и больше не выходила на связь. На борту «Аргонавта» погибло 102 человека, что стало самой крупной потерей американского подводного флота за всю войну. 26 февраля подлодка была удалена из регистра ВМФ. 

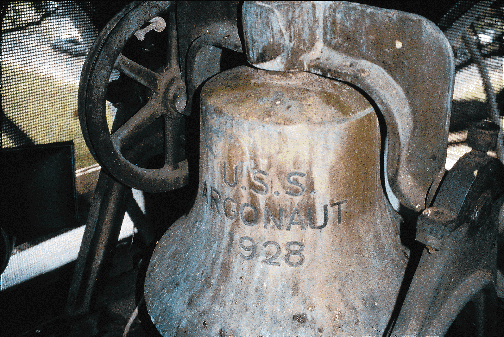
Судовой колокол подводной лодки «Аргонавт» в мемориальной часовне, Перл-Харбор.

Потопление «Аргонавта» описано в японских документах. Они показывают, что лодка затонула после атаки глубинными бомбами и артиллерийского обстрела, «разрушившего верхнюю часть корпуса подводной лодки».
На основе рапорта американского лётчика, ставшего свидетелем потопления «Аргонавта», подлодке засчитали повреждение японского эсминца. Послевоенный отчёт Объединенного комитет по оценке армии и флота (JANAC) этого не подтвердил. В документах ни одного из сопровождавших конвой эсминцев получение 10 января 1943 года повреждений не упоминается, так что, скорее всего, речь идёт о преждевременном взрыве торпеды.
Перед выходом в третий боевой поход команда передала на сушу судовой колокол. Этот колокол используется в построенной через 20 месяцев после потери «Аргонавта» на территории базы подводных лодок в Перл-Харбор мемориальной часовне.